# Mary Astor
Mary Astor (Quincy, Illinois, 1906. május 3. – Los Angeles, 1987. szeptember 25.) Oscar-díjas amerikai színésznő.

## Élete és pályafutása
Lucile Vasconcellos Langhanke néven született 1906. május 3-án Quincyben, Illinois államban. Apja, Otto Ludwig Langhanke, német bevándorló. Anyja, Helen Marie Vasconcellos, amerikai állampolgár. Szülei hamar felismerték Mary szépségét, és tudták, hogy ha okosan csinálják, akkor még híres is lehet. Jobb életet szerettek volna a lányuknak, ezért szépségversenyeken indították. 14 éves korában az egyik szépségversenyen felfigyeltek rá a hollywoodi mogulok. Első szerepét az 1920-as Madárijesztő című filmben kapta, ami habár kis szerep volt, de kezdésnek nem volt rossz. 1921–1923 között nagyon sok mellékszerepet kapott mozifilmekben, majd 1924-ben főszerepet Lionel Barrymore oldalán a  Beau Brummel című filmben. Ezt követte az 1926-os Don Juan című film, amellyel a 20-as évek üdvöskéjévé nőtte ki magát, akiért kapkodnak a mozik.
Azon kevés szerencsés színész közé tartozott, aki sikeresen át tudott lépni a hangosfilmek világába, köszönhetően a hangjának és az erős filmes jelenlétének. Karrierje olyan filmekkel ívelt a magasba, mint a Vérvörös homok (1932), Convention City (1933), Man of Iron (1935) és A zendai fogoly (1937). 1938-ban öt újabb filmet mutatott be. 1941-ben elnyerte a legjobb női mellékszereplőnek járó Oscar-díjat a A nagy hazugság című filmben nyújtott alakításáért. Ugyanebben az évben mutatták be A máltai sólyom című filmet, ahol partnere Humphrey Bogart volt.
Az 1940-es évektől kezdett leáldozni csillaga, három válásának, első férje, Kenneth Hawks repülőgép-szerencsétlenségének, alkoholproblémáinak és tartós szívbetegségének köszönhetően. Az 1950-es években mindössze öt produkcióban vett részt. Utolsó filmszerepe a Csend, csend, édes Charlotte című filmben volt 1964-ben. 
Élete hátralévő részét a Motion Picture Country Home-ban töltötte, ahol 1987. szeptember 25-én szívrohamban hunyt el.

## Díjak és jelölések
Oscar-díj
- díj: legjobb női mellékszereplő: A nagy hazugság (1942)